# Mouth for War
«Mouth for War» — сингл из шестого студийного альбома Vulgar Display of Power американской грув-метал группы Pantera, вышедшего в 1992 году. Песня входит в сборник лучших песен группы The Best of Pantera: Far Beyond the Great Southern Cowboys’ Vulgar Hits!.

## О песне
Вокалист Фил Ансельмо в интервью 1992 года Much More Music заявил, что «Mouth for war» о том, как направить свою ненависть во что-то продуктивное.
По словам Ансельмо, песня была написана о тогдашнем чемпионе по боксу в среднем весе Джеймсе Тони.
Песня написана в тональности ми минор.

## Список композиций
| №  | Название                   | Длительность |
| -- | -------------------------- | ------------ |
| 1. | «Mouth for War»            | 3:57         |
| 2. | «Rise»                     | 4:38         |
| 3. | «Cowboys from Hell» (live) | 4:16         |
| 4. | «Heresy» (live)            | 5:05         |

## Участники записи
- Фил Ансельмо — вокал
- Даймбэг Даррелл — гитара
- Рекс Браун — бас
- Винни Пол — барабаны

## Позиции в чартах
| Чарт (1992)                       | Высшая позиция |
| --------------------------------- | -------------- |
| Великобритания (UK Singles Chart) | 73             |